# Кохль

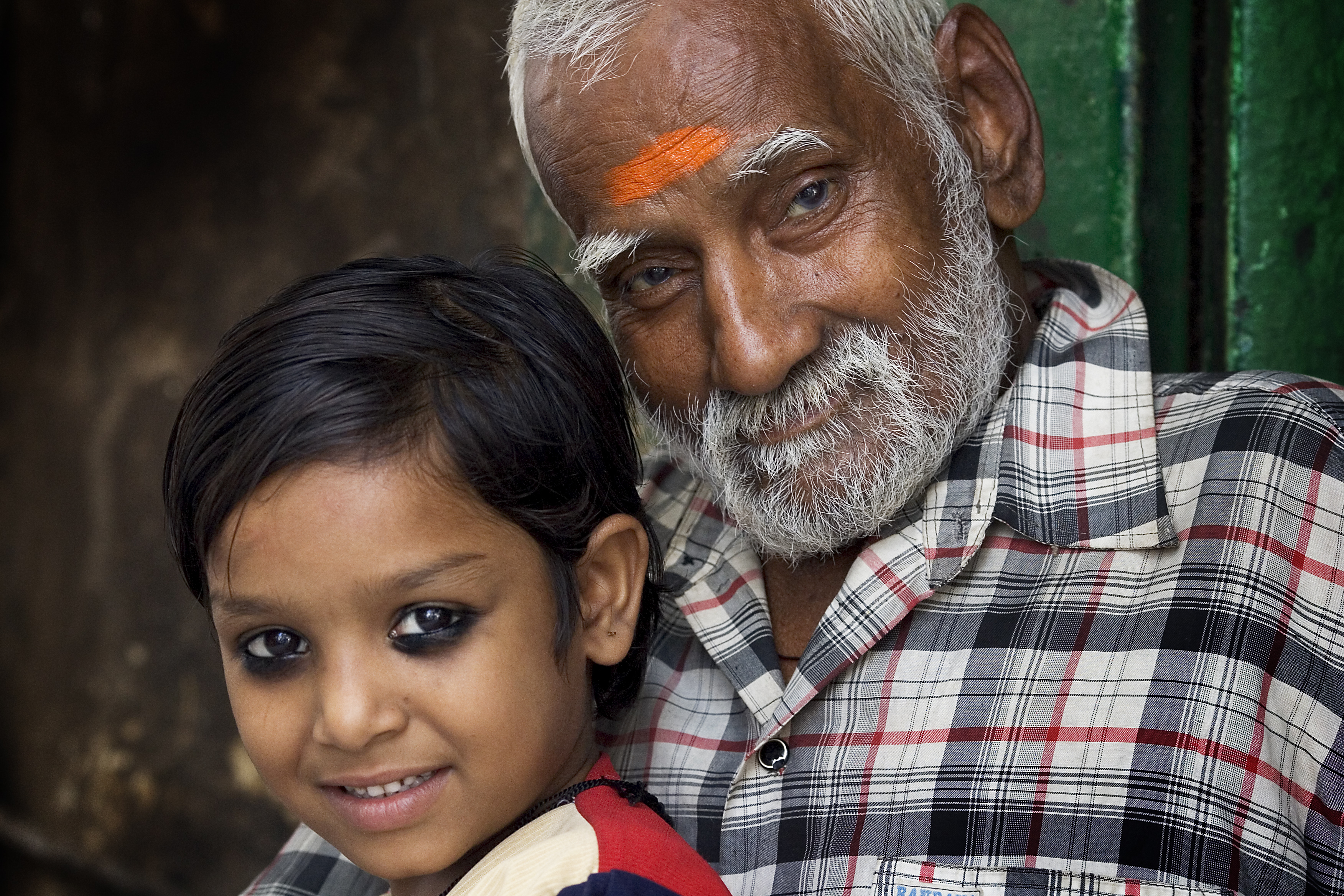
Продавець їжі та його внучка із підмальованими каджалом очима. Варанасі, Уттар-Прадеш, Індія.

Кохль (від араб. كُحْل, kuḥl) або ка́джал (від гінді काजल, kājal), іноді також ка́ял чи ка́йял, або навіть сурма́ для очей — стародавня косметика для очей, що використовується як підводка чи олівець і традиційно виготовляється із антимоніту. Кохль популярний на Близькому Сході та Сомалійському півострові, у Південній Азії та країнах Середземного моря. Використовується як жінками, так і чоловіками й дітьми.
Для певних народів кохль має релігійне або церемоніальне значення. Виготовлений за деякими традиційними рецептами кохль може бути шкідливим для здоров'я, хоча у певних культурах й вважається, що він корисний для очей.

## Назва
Арабська назва كحل kuḥl від семітського кореня k-ḥ-l  Варіанти транслітерації арабської діалектної вимови включають kohl або kuhl.
Англійське слово алкоголь є запозиченням арабського слова (через середньолатинську та французьку; спочатку у значенні «порошок сурми», сучасне значення походить з 18 століття).
Перське слово для слова kohl — سرمه sormeh, від азербайджанського sürmə «тягнутися», що призвело до бенгальської та урду сурма (সুর্মা, سرمہ), а також російської сурьма. У деяких південноазійських мовах використовується термін kājal або kajol.
Грецькі та латинські терміни сурми, stibium, στίβι, στίμμι були запозичені з єгипетської назви sdm.
У хаусі він також відомий як тозалі та кваллі.

## Близький Схід і Північна Африка
Кохль традиційно носили з протодинастичного періоду Єгипту (близько 3100 р. до н. е.) єгипетські цариці та знатні жінки, які використовували стибніт (сульфід сурми, а не свинцю). Косметичні палітри, використовувані для його приготування, відіграли визначну роль у пізньододинастичній єгипетській культурі.
Спочатку кохль використовувався як захист від очних захворювань. Також існувало повір’я, що затемнення навколо очей захистить від різких променів сонця.
Фарба для очей Галена (пізніше названа арабською «Кохль» від аккадського слова «косметика») широко застосовувалася в Стародавньому Єгипті. Верхні повіки були пофарбовані в чорний колір, а нижні в зелений, як показано в стародавніх текстах, які описують використання чорного галеніту і зеленого малахіту. Стародавні могили доісторичної тасійської культури вказують на раннє застосування галеніту в Єгипті, звичай, що тягнеться від бадарського періоду до греко-римської епохи. Хоча чорний галеніт і зелений малахіт зустрічаються локально, вони також були імпортовані з сусідніх регіонів Західної Азії, Коптос і Земля Пунту.
Давньоєгипетська цариця 18-ї династії Хатшепсут також подрібнювала обвуглений ладан у підводку для очей. Це перше зареєстроване використання смоли. Сам ладан спочатку був отриманий під час експедиції до стародавньої землі Пунт у династії Нового царства (близько 1500 р. до н.е.). Косметичні інгредієнти, такі як кора кориці та інші компоненти прянощів, які використовуються для ароматів, поряд з мідними паличками колі експортувалися з міст Тамрапарні (стародавня Шрі-Ланка) Помпаріппу та Кадірамалаї-Кандародай до Стародавнього Єгипту.
Крім того, перший мусульманський учений Ібн Абі Шейба описав у юридичній збірці, як наносити кохль на око, як розповідали попередні авторитети.
Берберські та семітські жінки в Північній Африці та на Близькому Сході відповідно також наносять кохль на обличчя. Від нижньої губи до підборіддя і вздовж перенісся проводять вертикальну лінію. Спочатку лінія від нижньої губи до підборіддя показувала, одружена жінка чи ні. Ця форма використання колі на обличчі походить з Аравійського півострова і була введена в 7 столітті в Північній Африці.
Коль також використовується в Ємені як косметичний засіб протягом тривалого часу. Крім того, матері наносили кохль своїм немовлятам незабаром після народження. Деякі робили це, щоб «зміцнити очі дитини», а інші вважали, що це може запобігти прокляттю дитини від пристріту.
Фарбу для очей носили й у стародавньому Ізраїлі; одна з дочок Йова мала ім'я Керен-Хаппух («ріг фарби для очей») (Йов-42:14). У ізраїльтян фарбу для очей часто асоціювали з жінками, які мають погану репутацію або злі наміри: «Коли Єгу прийшов до Ізреелю, Єзавель почула про це; вона намалювала очі колом (« wattāśem bappûk ») і прикрасила свою голову, і подивилася у вікно» (2 Царів 9:30). Для Єремії Єрусалим можна уособити як повію: «А ти, спустошений, що значить, що ти вдягнешся в багрянину, що прикрашаєшся золотом, що розширюєш очі кохлем (“ tiqrĕ'ĭ bappûk")?" (Єр. 4:30). Так само Єзекіїль зображує невірний Єрусалим як повію Оголову: «Вони навіть послали за людьми, щоб прийшли здалека, до яких був посланий гінець, і вони прийшли. Для них ти викупався, намалював (« кахал ») свої очі та одягнув на себе прикраси» (Єзек. 23:40).

## Сомалійський півострів
Використання фарби для очей на Африканському Розі бере початок зі стародавнього королівства Пунт. Жінки Сомалі, Джибуті, Ефіопії та Еритреї здавна застосовували кохль (куул) в косметичних цілях, а також для очищення очей, подовження вій і захисту очей від сонячних променів.

## Західна Африка
Колю також застосовують у деяких частинах Західної Африки фулані, народ хауса та туареги. Крім того, ним користуються Волоф, Мандінка, Сонінке, Дагомба, Канурі та інші переважно мусульманські мешканці регіонів Сахель і Сахара. Колом користуються представники обох статей і люди різного віку, в основному під час весіль, ісламських свят (таких як Курбан-байрам), а також походів до мечеті на щотижневу молитву.
Для жінок коль або хну наносять на обличчя так само, як і в громадах Північної Африки.

## Південна Азія
Кол відомий під різними іменами в південноазійських мовах, як-от сурма на пенджабі, силхеті та урду, каджал на хінді та гуджараті, каджол на бенгальській, каджал на маратхі, канмаші на малаялам, каадіге на каннада, каатука на телугу та кан. тамільська. В Індії вона використовується жінками як тип підводки, яка наноситься навколо краю очей. У багатьох частинах Індії, особливо в Південній Індії, зокрема в Карнатаці, домогосподарки готують каджал. Цей домашній каял використовується навіть для немовлят. Місцева традиція вважає його дуже хорошим охолоджувачем для очей і захищає очі від сонця.
Деякі індійські аюрведичні або давньоіндійські компанії-виробники лікарських засобів на травах додають у свій каял камфору та інші лікувальні трави, корисні для очей. Він може служити не тільки косметичним засобом, але і ліками для очей.
У культурі Пенджабі сурма — це традиційна церемоніальна фарба, яку переважно чоловіки Пенджабу носять навколо очей під час особливих соціальних або релігійних заходів. Зазвичай його застосовують дружина або мати.
Деякі жінки також додають крапку каджала на лівій стороні чола або на водній лінії ока жінок і дітей, щоб відвернути бурі назар, також відомий як бурі нозор. Бурі назар буквально означає «поганий погляд» і можна порівняти з «лихим оком», хоча його можна інтерпретувати як недоброзичливість людей або навіть хтиві очі, у сенсі чоловіків, які дивляться на жінок. Це означає, що людина не ідеальна, у неї є «чорна пляма», а отже, люди не будуть заздрити її красі. У багатовіковому індійському Бхаратанатьямі  танцюристи малюють коло довколо очей, щоб привернути увагу до жестів і рухів очей. Потім колю наносять на брови та повіки, щоб додати танцюристам додаткову прикрасу.

## Кохль та іслам
В ісламі Мухаммед використовував кохль і рекомендував використовувати його іншим, оскільки вважав, що він корисний для очей на основі наступного його вислову: «Один з найкращих видів колі, який ви використовуєте, — це Ітмід (сурма); він освітлює зір і змушує рости волосся (вії)» і він «тричі прикладав кохль до правого ока, а до лівого — двічі». Його використовують багато мусульманських чоловіків сьогодні під час Рамадану як знак відданості.